# Ruimteschip Aarde
Ruimteschip Aarde is een zesdelige documentaireserie over het Nederlandse ecosysteem, bezien vanuit het perspectief van de ruimte. De tv-serie behandelt onderwerpen zoals de kwetsbaarheid van de Nederlandse natuur, en hoe het land er mee omgaat. De serie trekt een parallel tussen de Aarde en een ruimteschip, die beide   een gesloten systeem vormen, waarin reserves en bronnen zo veel mogelijk in circulatie moeten blijven, in plaats van uitgeput te worden. De serie werd gepubliceerd door KRO-NCRV en gepresenteerd door ruimtevaarder André Kuipers, met Kim van Kooten als verteller.
Vanaf 22 februari 2023 was het programma wekelijks te zien, om 20:30 uur bij KRO-NCRV op NPO 1. Het is nog beschikbaar op de streamingsdienst NPO Start.

## Thema's
Elke aflevering van Ruimteschip Aarde betreft een ander thema. De thema's die aan bod komen zijn licht, water, bodem, lucht, natuur en de mensheid.

## Betrokken experts
De kennis van de aarde, natuur en de ruimte van André Kuipers wordt aangevuld door meerdere experts. Zo komen onder meer meteoroloog Amara Onwuka, bioloog Auke-Jan Hiemstra, boswachter Tim Hogenbosch en antropoloog Roanne van Voorst in de documentaireserie voor.

## Afleveringen
| Nr. | Titel                 | Uitzenddatum     | Duur      |
| --- | --------------------- | ---------------- | --------- |
| 1   | Verlicht Nederland    | 22 februari 2023 | 48:04 min |
| 2   | Nederland waterland   | 1 maart 2023     | 50:26 min |
| 3   | Van Nederlandse bodem | 8 maart 2023     | 48:38 min |
| 4   | Hollandse luchten     | 22 maart 2023    | 48:05 min |
| 5   | Natuurlijk Nederland  | 29 maart 2023    | 45:39 min |
| 6   | 17 miljoen mensen     | 5 april 2023     | 45:33 min |